# Ivan Alexandre Cruz Rosário
Ivan Alexandre Cruz Rosário (1996. május 3. –) zöld-foki labdarúgó, a portugál Gil Vicente kapusa.